# El mundo desde el tren

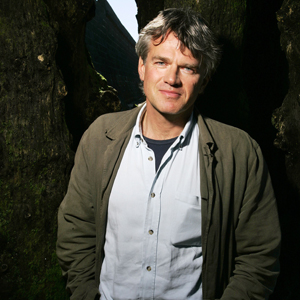
O. Weber

El mundo desde el tren es una serie documental escrita y dirigida por el escritor, novelista y aventurero Olivier Weber sobre el viaje en varios países del mundo. 
Olivier Weber recorre el mundo en tren con el afán de encontrar viajeros increíbles, raros y en constante movimiento.
En marzo de 2011 comenzaron a difundirse los episodios de esta serie televisiva, presentada inicialmente en Francia y traducida posteriormente a múltiples idiomas.

## Resumen
Su presentador es el escritor y periodista francés Olivier Weber, antiguo corresponsal de guerra, que le da un toque muy personal a cada uno de los episodios. Se viaja en tren, se presenta la realidad de ese medio de transporte en el país visitado y, a través de sus imágenes, se muestra la realidad de ese país desde un punto de vista social.

## Películas  y episodios
- India del Sur
- India del Norte
- Suiza
- Turquía
- Tailandia del Sur
- Tailandia del Norte
- África del Sur 1
- África del Sur 2
- Escocia
- España
- Marruecos
- Portugal
- Los Alpes
- Los Pirineos (vertiente francesa)
- Irlanda
- Austria
- Madagascar
- Noruega
- Croacia
- Quebec
- Túnez
- Sicilia
- República Checa
- Mauritania
- Estados Unidos
- México